# Георг фон Шаумбург-Липе
Стефан Албрехт Георг фон Шаумбург-Липе (на немски: Stephan Albrecht Georg Fürst zu Schaumburg-Lippe; * 10 октомври 1846, Бюкебург; † 29 април 1911, Бюкебург) е княз на Шаумбург-Липе (1893 – 1911). Той се нарича с името си Георг.

## Биография
Той е най-големият син на княз Адолф I Георг фон Шаумбург-Липе (1817 – 1893) и съпругата му принцеса Хермина фон Валдек-Пирмонт (1827 – 1910), дъщеря на княз Георг I фон Валдек-Пирмонт (1789 – 1845) и принцеса Ема фон Анхалт-Бернбург-Шаумбург-Хойм (1802 – 1858). Внук е на княз Георг Вилхелм фон Шаумбург-Липе (1784 – 1860) и принцеса Ида фон Валдек-Пирмонт (1796 – 1869).
Георг учи военно изкуство и в университета в Гьотинген, става офицер на „йегар-батальон“ на Шаумбург-Липе. От 1867 г. е хауптман в Бюкебург.
Той участва, както баща му, през 1870/71 г. в похода срещу Франция и по-късно служи в 11. хузарски-регимент в Дюселдорф. През 1876 г. е изпратен в „охранителния хузарски регимент“ в Потсдам, където остава до 1879 г. На 8 май 1893 г. умира баща му княз Адолф I Георг, и Георг поема управлението.
Георг фон Шаумбург-Липе умира на 64 години на 29 април 1911 г. в дворец Бюкебург в Долна Саксония. Синът му княз Адолф II се отказва, като последен немски монарх, от трона си на 15 ноември 1918 г.

## Фамилия
Георг фон Шаумбург-Липе се жени на 16 април 1882 г. в Алтенбург за принцеса Мария Анна фон Саксония-Алтенбург (* 14 март 1864, Алтенбург; † 3 май 1918, Бюкебург), дъщеря на Мориц фон Саксония-Алтенбург (1829 – 1907) и принцеса Августа фон Саксония-Майнинген (1843 – 1919). Те имат девет деца:
- Адолф II Бернард Мориц Ернст Валдемар (* 23 февруари 1883, Щатхаген; † 26 март 1936, Зомбанго, Мексико, самолетна катастрофа), княз на Шаумбург-Липе (1911 – 1918), отказва се на 15 ноември 1918 г., женен в Берлин на 10 януари 1920 г. за артистката Елен Бишоф-Кортхауз (* 6 ноември 1894, Мюнхен; † 26 март 1936, Зомбанго, Мексико, самолетна катастрофа)
- Мориц Георг (* 11 март 1884, Щатхаген; † 10 март 1920, Бреслау), принц, неженен
- Петер Адолф Вилхелм (* 6 януари 1886, Щатхаген; † 17 май 1886)
- Ернст Волрад (* 19 април 1887, Щатхаген; † 15 юни 1962, Хановер), женен на 15 април 1925 г. в Зимбах на Ин за принцеса Батхилдис Вера фон Шаумбург-Липе (1903 – 1983)
- Стефан Александер Виктор (* 21 юни 1891, Щатхаген; † 10 февруари 1965, Кемпфенхаузен, Щарнбергерзе), женен на 4 юни 1921 г. в Растеде за херцогиня Ингеборг Аликс фон Олденбург (1901 – 1996)
- Хайнрих Константин Фридрих Ернст (* 25 септември 1894, Бюкебург; † 11 ноември 1952, Бюкебург), женен на 10 юни 1933 г. в Софиенройт до Шьонвалд за графиня Мария Ерика фон Харденберг (1903 – 1964)
- Маргарета Мария Хермина Августа Елизабет (* 21 януари 1896, Бюкебург; † 22 януари 1897, Бюкебург)
- Фридрих Кристиан фон Шаумбург-Липе (* 5 януари 1906, Бюкебург; † 20 септември 1983, Васербург), женен I. на 25 септември 1927 г. в Зеелезген за графиня Александра фон Кастел-Рюденхаузен (1904 – 1961), II. на 8 октомври 1962 г. в Глюксбург за принцеса Мария-Луиза фон Шлезвиг-Холщайн-Зондербург-Глюксбург (1908 – 1969), III. на 6 март 1971 г. в Шлангенбад за Хелена Майр (1913 – 2006)
- Елизабет Хермина Августа Виктория (* 31 май 1908, Бюкебург; † 25 февруари 1933, Грюнау), омъжена I. на 1 август 1928 г. в дворец Двазиден (развод) за Бенвенуто Хауптман (1900 – 1965), син на носителя на Нобелова награда за литература Герхарт Хауптман и на артистката Маргарета Хауптманн, род. Маршалк, II. на 10 януари 1930 г. в Мюнхен за фрайхер Йохан Херинг фон Франкенсдорф (1891 – 1971)

## Галерия
- Княз Георг фон Шаумбург-Липе
- Мария Анна фон Саксония-Алтенбург, ок. 1885
- Дворец Бюкебург